# Ден Гаузер
Ден Гаузер (англ. Dan Houser; нар. 24 листопада 1973) — англійський розробник відеоігор, співзасновник (спільно зі своїм братом Семом) і віцепрезидент Rockstar Games.

## Біографія
Ден і його брат Сем мріяли про кар'єру рок-зірок. У надії стати рок-зірками (звідси назва Rockstar Games), вони вирушили до школи Святого Павла в Лондоні, де зустріли Террі Донована, (який пізніше став співзасновником Rockstar Games разом із ними).
Ден Гаузер працює виробником ігор Grand Theft Auto, а також працював сценаристом і як голос озвучування для ігор серії. Попри їх культовий статус як творців Grand Theft Auto, одного із найуспішніших франчейзів відеоігор усіх часів, Ден і його брат Сем ухилялися від статусу знаменитостей і зосереджували увагу на бренді Rockstar Games. У 2009 році Ден і Сем Гаузери появились в журналі Time у сотні найвпливовіших людей зі списку 2009 року.
Навесні 2019-го після роботи над Red Dead Redemption 2 Гаузер взяв довготривалу відпустку та покинув студію 11 березня 2020-го.
2021 року Гаузер зареєстрував дві компанії: Absurd Ventures LLC в США та Absurd Ventures in Games LLC в Великій Британії. Ден Гаузер в них значиться як продюсер та креативний директор.

## Відеоігри

### Продюсер
- Grand Theft Auto: London, 1969 (1999)
- Grand Theft Auto III (2001)
- Smuggler's Run: Warzones (2002)
- Grand Theft Auto: Vice City (2002)
- Grand Theft Auto: San Andreas (2004)
- Grand Theft Auto: Liberty City Stories (2005) (Виконавчий продюсер)
- Red Dead Redemption (2010) (Виконавчий продюсер)[5]
- L.A. Noire (2011) (Виконавчий продюсер)[5]
- Max Payne 3 (2012) (Виконавчий продюсер)[5]

### Сценарист
- Grand Theft Auto: London, 1969 (1999)
- Grand Theft Auto 2 (1999)
- Grand Theft Auto III (2001)
- Smuggler's Run 2: Hostile Territory (2001)
- Grand Theft Auto: Vice City (2002)
- Grand Theft Auto: San Andreas (2004)
- Grand Theft Auto: Liberty City Stories (2005)
- Grand Theft Auto: Vice City Stories (2006)
- Bully (2006)
- Grand Theft Auto IV (2008)
- Midnight Club: Los Angeles (2008) (Діалоги)
- Grand Theft Auto IV: The Lost and Damned (2009)
- Grand Theft Auto: Chinatown Wars (2009)
- Grand Theft Auto: The Ballad of Gay Tony (2009)
- Red Dead Redemption (2010)
- Red Dead Redemption: Undead Nightmare (2010)
- Max Payne 3 (2012)
- Grand Theft Auto V (2013)[5]

### Озвучування
- X-Squad (2000)
- Grand Theft Auto III (2001) — Пішохід, випадковий прохожий
- Grand Theft Auto: Vice City (2002) — Голос на «комерційному» радіо
- Grand Theft Auto: Liberty City Stories (2005) — Голос на «комерційному» радіо